# Alimentación líquida en ganado porcino
La alimentación líquida es un método de alimentación animal ampliamente utilizado en alimentación de cerdos, que consiste en el aporte del alimento seco mezclado con agua. Esta mezcla puede realizarse antes de repartir el alimento en los comederos o directamente en el comedero.

## Instalaciones
El equipamiento necesario para la alimentación líquida consta de silos para las distintas materias primas, tanques de preparación, tanque para el agua, tuberías de distribución, bomba del alimento y válvulas de alimentación.  

## Ventajas
Una de las ventajas que presenta el empleo de la alimentación líquida en porcino es la mejora de las índices productivos en comparación con el empleo de harinas, mejora la ganancia media diaria y el índice de conversión del alimento. Además permite la alimentación por fases. Pero la principal ventaja, es que permite el empleo de subproductos de la industria alimentaria, cuyo precio es reducido, por lo tanto reduce el coste de alimentación.  Dentro de los subproductos más empleados se encuentra el lactosuero ácido y dulce (ovino o vacuno) y la levadura de cerveza.

## Inconvenientes
A pesar de las ventajas citadas anteriormente antes de la implantación de estos sistemas es conveniente repasar cuales son sus inconvenientes. A pesar de que el coste del alimento es menor, las instalaciones necesarias para la elaboración y distribución de este tipo de alimentación tienen un coste elevado. Además la mano de obra tiene que ser cualificada, puesto que el manejo de la instalaciones requiere formación previa. Uno de los inconvenientes derivados del empleo de subproductos de la industria alimentaria es la gran variabilidad de su contenido nutritivo, lo que dificulta la elaboración de raciones. Además el manejo y conservación de estos subproductos y principalmente los líquidos es complicado, principalmente en España debido a las altas temperaturas en determinadas épocas del año. 